# Kloosteropheffingen in de Oostenrijkse Nederlanden

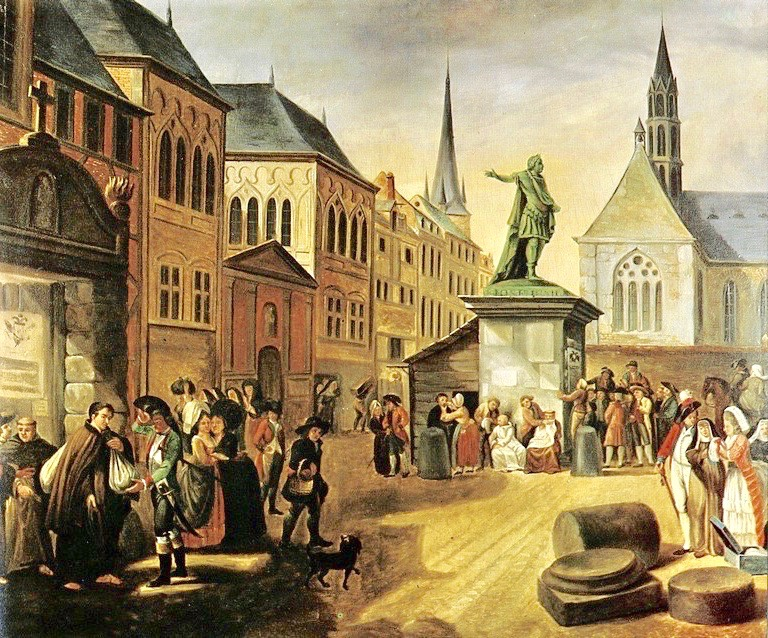
De opheffing van de kloosters (kopie naar Léonard Defrance, 1782)

Op last van keizer Jozef II vonden vanaf 1783 een reeks kloosteropheffingen plaats in de Oostenrijkse Nederlanden. In enkele jaren werden 161 contemplatieve gemeenschappen geseculariseerd en ontmanteld.

## Geschiedenis
Onder keizerin Maria-Theresia was in 1773 de jezuïetenorde opgeheven, zij het overeenkomstig een pauselijke bul. Na zijn aantreden begon keizer Jozef II met het sluiten van contemplatieve kloosters in de Oostenrijkse erflanden. Hij meende dat deze instellingen nutteloos waren omdat ze niet bijdroegen tot de godsdienst en afbreuk deden aan de collectieve welvaart, doordat de dode hand geld en grond onttrok aan het economisch verkeer. Met de opbrengst van de secularisering werd een Religionsfonds gespijst.
In een brief van 6 december 1781 aan Kaunitz maakte de keizer zijn voornemen kenbaar om dit beleid ook in de Oostenrijkse Nederlanden door te voeren. Een dépêche van 15 januari 1782 bevestigde dit. De geviseerde kloosterorden waren de kartuizers, augustijnen-heremieten, karmelieten, kapucijnen en clarissen. Overwegend betrof het vrouwenconventen. Op 18 april 1782 werd een algemeen onderzoek bevolen naar het patrimonium van de kloosters. Het opheffingsdecreet volgde op 17 maart 1783. In eerste instantie waren 126 kloosters het voorwerp van de maatregel.
De uitvoering was minder controversieel dan in Brussel werd gevreesd. De getroffen kloosters protesteerden nauwelijks en de publieke opinie was niet in beroering. De coördinatie gebeurde door het Comité voor de Religiekas, dat op het terrein een beroep deed op plaatselijke ontvangers. De uitgedreven religieuzen kregen een pensioen, betaald door de Religiekas. Deze stond ook in voor de financiering van liefdadige instellingen, de parochiehervorming, de heraanleg van kerkhoven en andere doeleinden. De inkomsten bleken echter niet te volstaan.
In een volgende fase viseerde keizer Jozef II de cisterciënzerabdijen. Het ging om 49 kloosters, waarvan de abten vaak politieke macht uitoefenden via de statenvergaderingen. Hij opteerde in 1786 voor een commende in plaats van sluiting, maar de Staten van Brabant wezen dit af als strijdig met de Blijde Inkomst. Uiteindelijk leidde de hervormingsdrang van Jozef II in 1789 tot de Brabantse Omwenteling.

## Voetnoten
1. ↑  Alain Lottin, Un 'Modèle': Joseph II et le Joséphinisme 1780-1790 in: Église, vie religieuse et Révolution dans la France du Nord, 1990, p. 9. Gearchiveerd op 12 november 2022.
2. ↑  Voor een lijst uit 1785, zie:
3. ↑  Nederlandse titel: Edict van den keyzer raekende de vernietinge van verscheyde onnoodige kloosters in de Nederlanden